# ویتوریو دسیکا
ویتوریو دسیکا (به ایتالیایی: Vittorio De Sica) (زاده ۷ ژوئیه ۱۹۰۱ – درگذشته ۱۳ نوامبر ۱۹۷۴) کارگردان و بازیگر ایتالیایی و از پیشگامان نئورئالیسم سینمای ایتالیا بود.

## زندگی
در ۷ ژوئیهٔ ۱۹۰۱ در سورای ایتالیا متولد شد و در۱۳ نوامبر ۱۹۷۴ از سرطان ریه در سن ۷۳ سالگی درگذشت.
اندک زمانی بعد از تولدش خانواده‌اش به ناپل نقل مکان کرد. پدرش امبرتو دسیکا کارمند بانک و بیمه گذار بود و رابطه بسیار نزدیکی با پسرش داشت و فیلم اومبرتو دی را بر اساس زندگی پدرش ساخت. با آغاز جنگ جهانی اول خانواده به فلورانس نقل مکان می‌کند جایی که ویتوریو ۱۴ ساله اولین نقش‌هایش را در نمایش‌های کوچکی که برای سربازان زخمی بیمارستان ترتیب می‌دادند بازی کرد. برای ادامه تحصیل در رشته حسابداری به رم می‌رود و یه واسطه یک دوست خانوادگی بازی در یک فیلم صامت از آلفردو دی آنتونی را در سال ۱۹۱۷ تجربه می‌کند.
از سال ۱۹۲۳ کار در تئاتر را آغاز می‌کند. سال ۱۹۳۰ با ماریو کامرینی آشنا می‌شود و بار دیگر در فیلم سینمایی ظاهر می‌شود اما همچنان کار در تئاتر را ادامه می‌دهد و در سال ۱۹۴۹ به همراه همسرش جودیتا ریسونه و سرجیو توفانو گروه تئاتری خود را تشکیل می‌دهند که بیشتر در نمایش‌های کمدی فعالیت داشت.
در سال ۱۹۴۴ با فیلمنامه‌ای از چزاره زاواتینی و بازی مارچلو ماسترویانی فیلم بچه‌ها نگاهمان می‌کنند را کارگردانی می‌کند که آغازگر فیلم‌های نئورالیسم اوست. چهار فیلم دیگر در همین سبک می‌سازد که همگی شاهکارهای جهانی می‌شوند. واکسی ۱۹۴۶،دزد دوچرخه ۱۹۴۸، معجزه در میلان ۱۹۵۱ و اومبرتو دی ۱۹۵۲.
از دیگر فیلم‌های پر افتخارش می‌توان به طلای ناپل ۱۹۵۴، دو زن ۱۹۶۰، دیروز امروز فردا ۱۹۶۳ و باغ فینزی کوینتینی ۱۹۷۱ اشاره کرد.
عامل دیگر موفقیت‌هایش بازی سوفیا لورن در فیلم‌هایش است که حاصل آن جایزه بهترین بازیگر زن جشنواره کن و جایزه اسکار برای فیلم دو زن است همچنین بخاطر بازی در فیلم‌های دیروز امروز فردا، معجزه در میلان و گل آفتابگردان از سوفیا لورن تقدیر شد.
به عنوان بازیگر بار دیگر با فیلم نان، عشق و رؤیاها از لوئیجی کومنچینی و ژنرال دلا روره از روبرتو روسلینی در کنار جینا لولوبریجیدا به نقش آفرینی پرداخت.
از دیدگاه عاطفی و خانوادگی از ازدواج اولش با جودیتا ریسونه در سال ۱۹۳۷ صاحب دختری بنام امی شد اما سال ۱۹۴۲ با هنرپیشه اسپانیایی ماریا مرکاده که در فیلمی از خود او مشغول بازی بود آشنا شد و بالاخره در مکزیک از همسر اولش جدا شد و با مرکاده ازدواج کرد. چون قانون ایتالیا طلاق را به رسمیت نمی‌شناخت برای گذر از این مانع ملیت فرانسوی گرفت و بار دیگر با مرکاده در پاریس ازدواج کرد. حاصل این ازدواج دو پسر به نام‌های مانوئل ۱۹۴۹ است که آهنگساز فیلم شد و دیگری کریستین ۱۹۵۱ است که راه پدر را دنبال کرد و بازیگر، کارگردان و فیلمنامه‌نویس سینما شد. ماریا مرکاده دختر عموی رامون مرکادر قاتل تروتسکی است.

## فیلم‌شناسی
- بانوی پیر (۱۹۳۲)
- ترانه آفتاب (۱۹۳۳)
- فقط تو را دوست دارم (۱۹۳۵)
- فروشگاه بزرگ (۱۹۳۹)
- رزهای قرمز (۱۹۴۰)
- مادالنا، نمره اخلاق صفر (۱۹۴۰)
- مانون لسکو (۱۹۴۰)
- ترزای جمعه (۱۹۴۱)
- سرباز گاریبالدی در صومعه (۱۹۴۲)
- بچه‌ها نگاهمان می‌کنند (۱۹۴۳)
- در آسمان (۱۹۴۵)
- واکسی (۱۹۴۶)
- قلب و روح (۱۹۴۸)
- دزد دوچرخه (۱۹۴۸)
- معجزه در میلان (۱۹۵۱)
- اومبرتو دی (۱۹۵۲)
- ایستگاه آخر (۱۹۵۳)
- در پارک اتفاق افتاد (۱۹۵۳)
- گوشواره‌های مادام… (۱۹۵۳)
- نان، عشق و رؤیاها (۱۹۵۳)
- طلای ناپل (۱۹۵۴)
- حیف که او بدذات است (۱۹۵۴)
- نشان ونوس (۱۹۵۵)
- همسر زیبای میلر (۱۹۵۵)
- نان، عشق و … (۱۹۵۵)
- سقف (۱۹۵۶)
- زیباترین روزها (۱۹۵۶)
- دوهمسری (۱۹۵۶)
- وداع با اسلحه (۱۹۵۷)
- آنای بروکلین (۱۹۵۸)
- ژنرال دلا روره (۱۹۵۹)
- دو زن (۱۹۶۰)
- در ناپل شروع شد (۱۹۶۰)
- میلیونر (۱۹۶۰)
- آخرین داوری (۱۹۶۱)
- کمک بهیار (۱۹۶۱)
- عجایب علاءالدین (۱۹۶۱)
- لافایت (۱۹۶۱)
- گوشه‌نشینان آلتونا (۱۹۶۲)
- بوکاچو ۷۰ (۱۹۶۲)
- دیروز، امروز، فردا (۱۹۶۳)
- ازدواج به سبک ایتالیایی (۱۹۶۴)
- من، من، من… و دیگران (۱۹۶۶)
- شکار روباه (۱۹۶۶)
- یک دنیای تازه (۱۹۶۶)
- زن ضربدر هفت (۱۹۶۷)
- ساحره‌ها (۱۹۶۷)
- مکانی برای عشاق (۱۹۶۸)
- کفش‌های ماهیگیر (۱۹۶۸)
- بزرگ‌ترین شیادان عالم (۱۹۶۸)
- باغ فینزی کوینتینی (۱۹۷۰)
- گل آفتابگردان (۱۹۷۰)
- اسمش را آندره‌آ می‌گذاریم (۱۹۷۲)
- ماجراهای پینوکیو (۱۹۷۲)
- یک تعطیلات کوتاه ۱۹۷۳)
- سفر (۱۹۷۴)
- ما یکدیگر را بسیار زیاد دوست داریم (۱۹۷۴)

## جوایز
- ۱۹۴۶: جایزه اسکار بهترین فیلم بین‌المللی برای واکسی
- ۱۹۴۹: جایزه اسکار بهترین فیلم بین‌المللی برای دزد دوچرخه
- ۱۹۴۹: جایزه ویژه داوران جشنواره لوکارنو برای دزد دوچرخه
- ۱۹۵۱: نخل طلا جشنواره کن برای معجزه در میلان
- ۱۹۶۳: جایزه اسکار بهترین فیلم بین‌المللی برای دیروز امروز فردا
- ۱۹۷۱: جایزه اسکار بهترین فیلم بین‌المللی برای باغ فینزی کوینتینی
- ۱۹۷۱: خرس طلایی بهترین فیلم جشنواره بین‌المللی فیلم برلین برای باغ فینزی کوینتینی